# Repola
Reboly (finsk: Repola, karelsk Rebol'ä) er en bebyggelse i Republikken Karelen i Den Russiske Føderation af den finske grænse. I 1926 havde bebyggelsen en befolkning på 1.465, i 2010 på 258 personer.
Repola blev første gang nævnt i 1555. Fra 1679 var centrum for et distrikt med 23 landsbyer og 220 husstande. Dens placering på den russisk-svenske grænse førte til flere episoder, hvor landsbyen blev ødelagt af de svenske h<rafdelinger. I det nittende århundrede blev den et ofte besøgt sted for finske nationalistiske lærde så som Elias Lönnrot, Matthias Alexander Castrén og D.E.D. Europaeus.
Efter Finlands uafhængighedserklæring blev bebyggelsen og dens distrikt et stridsemne i russisk-finske relationer, da den overvejende karelske befolkning afholdt en afstemning i august 1918 om tilslutning til Finland. Den finske hær rykkede ind for at besætte Repola i oktober. I fredstraktaten i Tartu mellem Finland og Sovjetrusland i 1920 opgav Finland sine krav på Repola og det nærliggende Porajärvi, og modtog i stedet Petsamo i det høje nord.
Den anti-sovjetiske stemning i Repola var stadig stærk, og i 1921 efter, at Den Røde Hær havde besat Repola og Porajärvi igen, oprettede lokale pro-finske aktivister en kortvarig modstandsbevægelse kendt som Metsäsissit (oversat skovguerillaer). Sammen med finske frivillige var de medvirkende i den østkarelske opstand i 1921-1922.
Under forhandlingerne forud for Vinterkrigen tilbød den sovjetiske regering Repola og Porajärvi i bytte for et mindre område på Det Karelske Næs. Tilbuddet blev afvist.
Repola blev besat (1941-1944) af den finske 14. division under Fortsættelseskrigen, indtil byen blev generobret af sovjetiske styrker.